# 盖-吕萨克陨坑
盖-吕萨克陨石坑(Gay-Lussac)是月球正面位于喀尔巴阡山脉南麓的一座小撞击坑，以法国物理及化学家约瑟夫·路易·盖-吕萨克(1778年-1850年)的名字命名，1935年该名称被国际天文联合会批准接受。

## 描述
该陨坑西北偏西与托·迈耶环形山相邻、北面接近皮西亚斯陨石坑、厄拉多塞陨石坑位于它的东侧、东南方有斯塔迪乌斯陨石坑、东南偏南以及南面，分别坐落着巨大的里乔利环形山和哥白尼环形山。蜿蜒的喀尔巴阡山脉横亘在陨坑北侧，它的后面则是雨海；往东南则是坐落在岛海东北的浪湾。该陨坑中心的月面坐标为13°53′N 20°47′W / 13.88°N 20.79°W，直径25.4公里，
深度0.86公里。
该陨坑外观略有变形大体接近圆状，坑壁磨损明显，布满众多撞击坑。坑壁平均高出周边地形870米，内部容积约440公里³。碗状的坑底崎岖不平，分布有大小不同的各种陨坑，中心点位置无中央峰而是一对凹坑。卫星坑"盖-吕萨克 A"几乎连接在它的东南边缘；西南是一条被命名为"盖-吕萨克月溪"(Rima Gay-Lussac)的宽阔月沟，从西南到东北笔直绵延40公里，末端则有弯曲。
盖-吕萨克陨石坑已被月球和行星天文协会(ALPO)列入《带有明亮射纹系统的撞击坑列表》)。

## 陨坑截面图
该图显示了陨石坑不同方向上的截面部位，纵向坐标轴(Y轴)单位为英尺，右上方图显示的比例尺为米。

## 卫星陨石坑
按照惯例，最靠近盖-吕萨克陨石坑的卫星坑在月图上以字母标注在该坑中心点的旁边。

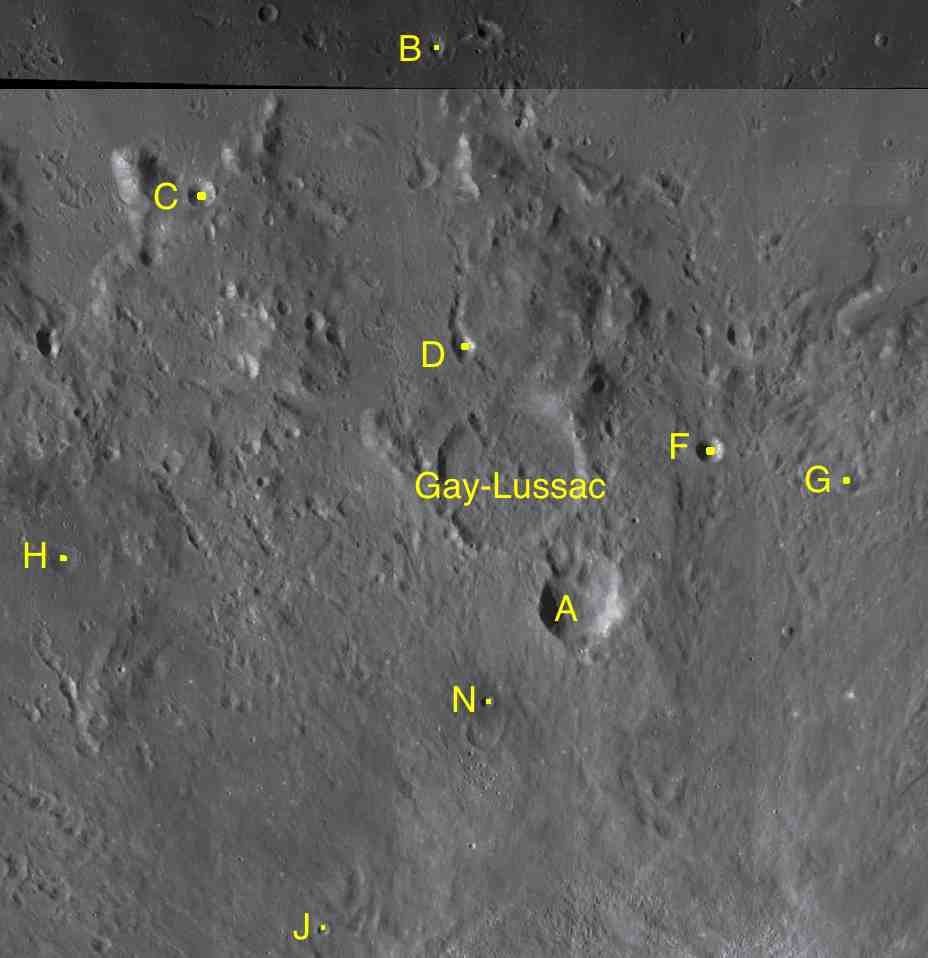
LAC-40 及 LAC-58 拼接图

| 盖-吕萨克 | 纬度    | 经度    | 直径    |
| --------- | ------- | ------- | ------- |
| A         | 13.2° N | 20.4° W | 15 公里 |
| B         | 16.2° N | 21.1° W | 3 公里  |
| C         | 15.4° N | 22.5° W | 5 公里  |
| D         | 14.6° N | 21.0° W | 5 公里  |
| F         | 14.0° N | 19.6° W | 5 公里  |
| G         | 13.8° N | 18.9° W | 5 公里  |
| H         | 13.4° N | 23.2° W | 5 公里  |
| J         | 11.7° N | 21.7° W | 3 公里  |
| N         | 12.6° N | 20.9° W | 2 公里  |